# Piedmont (trein)
De Piedmont of Piedmond Service is een passagierstrein die drie keer per dag rijdt tussen Raleigh (North Carolina) en Charlotte (North Carolina). De treindienst wordt uitgevoerd door Amtrak en het ministerie van transport van de staat North Carolina. De treindiensten begonnen in mei 1995.
In tegenstelling tot het rollend materieel van de Carolinian is het ministerie van North Carolina eigenaar van het rollend materieel dat gebruikt wordt op de Piedmont. Amtrak verzorgt de treindienst en krijgt het materieel in bruikleen.